# Altneubau

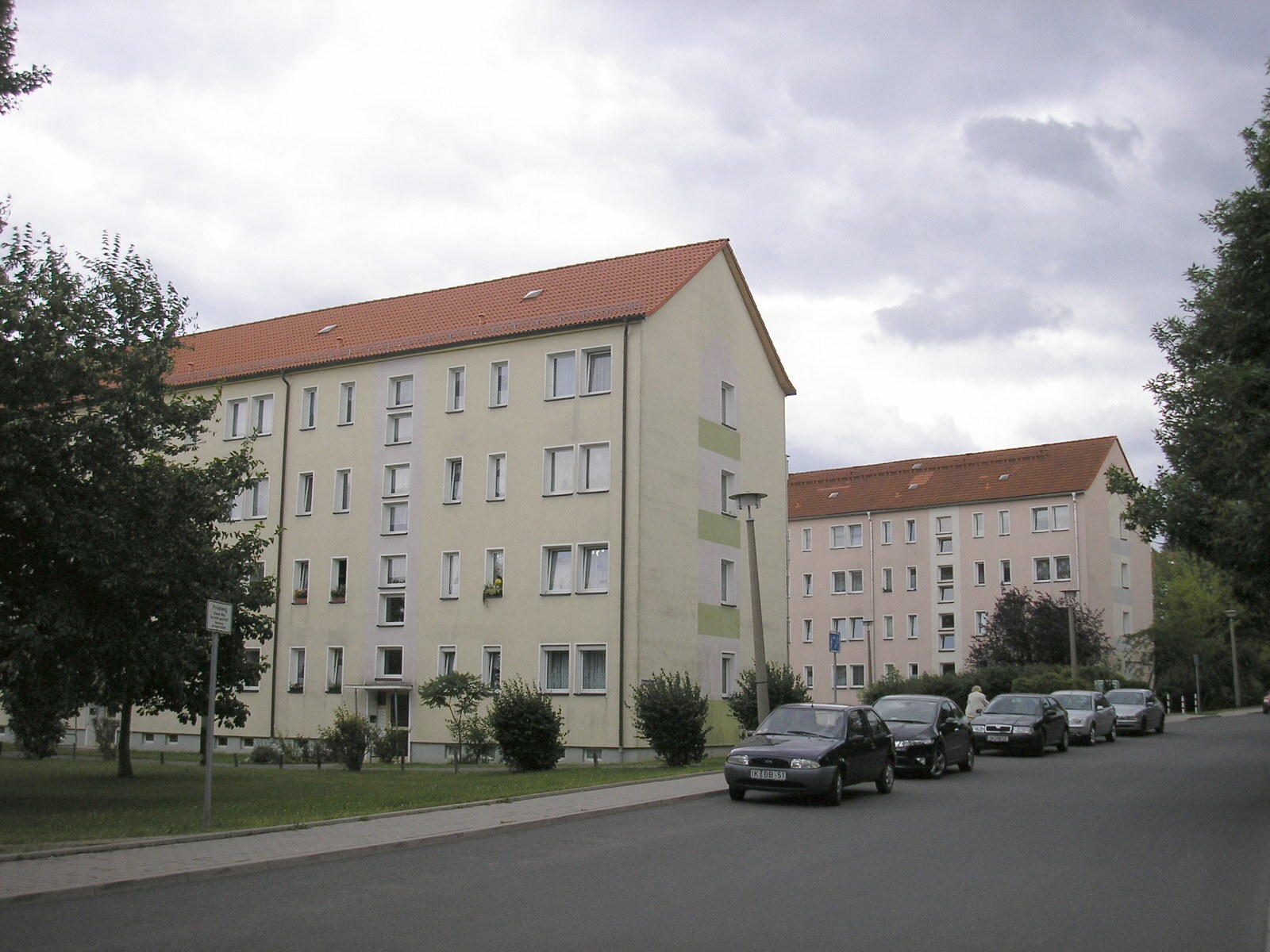
Altneubauten am Stollen in Ilmenau

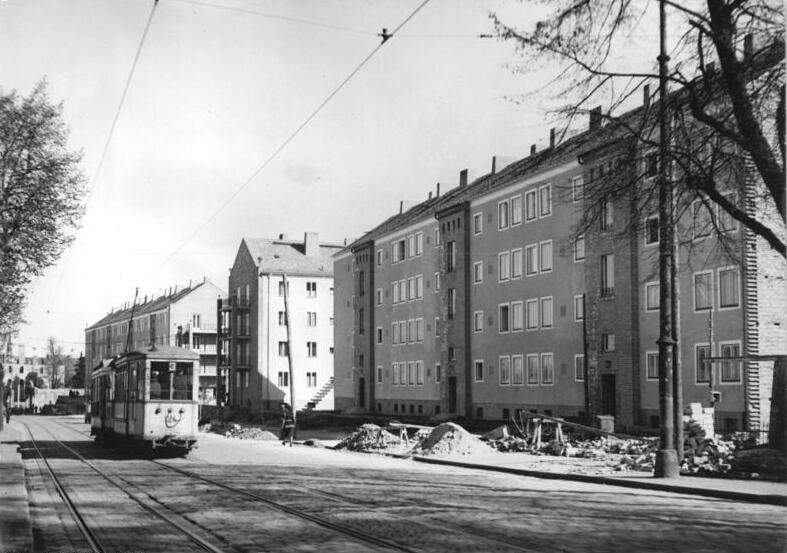
Altneubauten in Frankfurt (Oder)

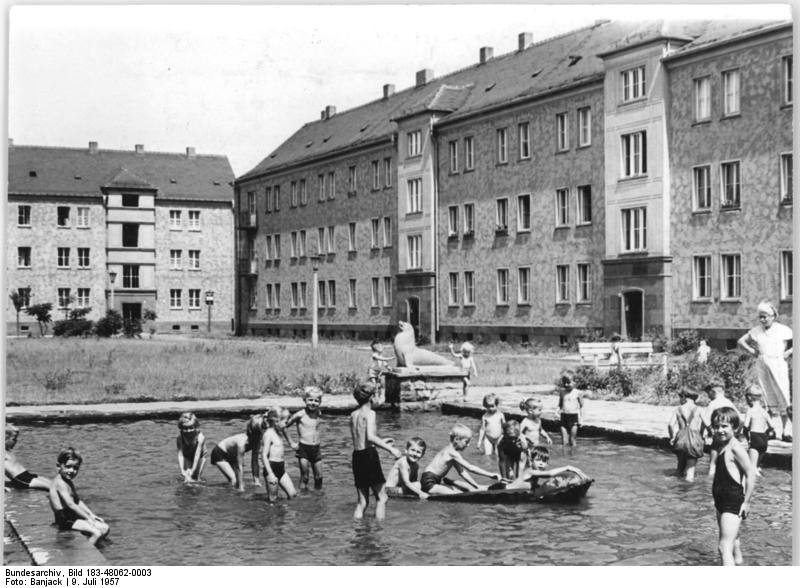
Dreigeschossige Altneubaubauten (1957). Zu ihrer Zeit Neubauten im Dunckerviertel, das 1950–1958 in Leipzig-Neulindenau erschlossen und mit ca. 900 Wohnungen bebaut wurde.

Als Altneubauten bezeichnet man zwischen 1950 und etwa 1965 neuerrichtete mehrgeschossige Wohnhäuser in vielen Orten der DDR. Sie waren die ersten Objekte des staatlichen Wohnungsbaus in der DDR und wurden noch in der Stein-auf-Stein-Bauweise oder großformatigen Blöcken (beispielsweise Q3A-Bauweise) und nicht aus industriell gefertigten Fertigteilen errichtet. Äußeres Unterscheidungsmerkmal zu Plattenbauten, die erst später entstanden, ist die niedrigere Gebäudehöhe von bis zu vier Geschossen (Plattenbauweise: meist fünf oder sechs, in größeren Städten auch mehr) sowie das Satteldach (Plattenbau: Flachdach). Jedoch wurden Altneubauten bereits als Wohnblocks mit mehreren Treppenhäusern (wie später die Plattenbauten) errichtet. Teilweise wurden die Altneubau-Siedlungen auch durch Arbeiterwohnungsbaugenossenschaften errichtet.

## Begriffe
Der Begriff dient zur Unterscheidung von Altbauten (vor 1949 errichtet) und Neubauten (in der DDR Wohnblocks in Plattenbauweise nach 1965). Die Soziologin Margarete Meggle forschte in ihrer Dissertation zum Wohnen in der DDR in Reichenbach im Vogtland. Zu den bis 1970 erbauten Wohnblöcken an der Zwickauer Straße und südlich davon führte sie aus: „Als das „Neubaugebiet West“ zum Reichenbacher Wohnungsbestand hinzukam, liefen sie unter der Bezeichnung „Altneubauten“.“
Bis zum Anlauf des Wohnungsbauprogramms um 1970 galten diese Wohnungen als Neubauwohnungen. Mit Altneubau bezeichnete man bis dahin die Wohnhäuser aus der Zeit der Weimarer Republik und der NS-Zeit (z. B. Rundling in Leipzig).

## Einzelbelege
1. ↑  Willibald Mannes, Franz-Josef Lips-Ambs: Dachkonstruktionen in Holz, Deutsche Verlags-Anstalt 1981, ISBN 3-421-02572-X
2. ↑  Rüdiger Wormuth, Klaus-Jürgen Schneider: Baulexikon, Verlag Bauwerk, 2. erweiterte Auflage 2007, ISBN 978-3-446-40472-4
3. ↑  Margarete Meggle: Zwischen Altbau und Platte: Erfahrungsgeschichte(n) vom Wohnen. Alltagskonstruktion in der Spätzeit der DDR, am Beispiel der sächsischen Kleinstadt Reichenbach im Vogtland. Dissertation, Friedrich-Schiller-Universität Jena, 2004, Seite 163, zugehörige Abbildung 13c auf Seite 175. PDF 7,5 MB, abgerufen am 6. Juli 2025. Anmerkung: Die unterschiedlichen typographischen Zeichen sind so im Original.